# Tetrastigma sepulchrei
Tetrastigma sepulchrei är en vinväxtart som beskrevs av Merrill. Tetrastigma sepulchrei ingår i släktet Tetrastigma och familjen vinväxter. Inga underarter finns listade i Catalogue of Life.